# Gemeinheitsteilung
Gemeinheitsteilung (auch Gemeinteilung oder Separation) bedeutet die vollständige oder teilweise Aufhebung gemeinschaftlicher Nutzungsrechte an einem landwirtschaftlichen oder forstlichen Grundstück durch Verteilung unter die einzelnen Nutzungsberechtigten (Realteilung) und Ablösung der Grunddienstbarkeiten (Forstabfindung) im 19. Jahrhundert. Als Generalteilung bezeichnete man die Gemeinheitsteilung zwischen verschiedenen Gemeinden, als Spezialteilung die innerhalb einer einzelnen Gemeinde erfolgende Gemeinheitsteilung.

## Entstehungsgeschichte
In Deutschland gab es noch Anfang des 19. Jahrhunderts vielfältigen Allgemeinbesitz und Nutzungsberechtigungen an landwirtschaftlichen Flächen. Das gemeinschaftliche Eigentum und die unterschiedlichen Nutzungsberechtigungen wurzelten im Lehnswesen und erschwerten eine intensivere Bewirtschaftung. Mit der Privatisierung wurden Produktivitätssteigerungen erzielt, die entsprechende Aufteilungsmaßnahmen in den deutschen Ländern gegen Ende des 18. Jahrhunderts auslösten.
Von der Gemeinheitsteilung betroffen sind Grundstücke im gemeinschaftlichen Eigentum, die nach altem Herkommen zur Weide oder Hutung, zur Waldmast, Holz-, Streu-, Schilf-, Binsen- oder Rohrgewinnung, zum Grasschnitt, Plaggen-, Heide- oder Bültenhieb sowie zur Torfnutzung gemeinschaftlich genutzt werden.
Bei den Nutzungsrechten handelt es sich im Einzelnen um Nutzungsberechtigungen zur Weide oder Hutung, zur Waldmast, Holz-, Streu-, Schilf-, Binsen- oder Rohrgewinnung, zum Grasschnitt, Plaggen-, Heide- oder Bültenhieb, zur Torfnutzung, zum Pflücken des Grases und des Unkrautes auf bestellten Feldern (zum Krauten), Nachrechen auf abgeernteten Feldern oder Stoppelharken, zur Nutzung fremder Äcker gegen Hergabe des Düngers, zum Fruchtgewinn von einzelnen Stücken fremder Äcker (Deputatbeete), zum Harzscharren.
Durch unterschiedliche Gesetze über Ablösungen und Gemeinheitsteilungen sollten im 18. und 19. Jahrhundert die Verpflichtungen (Feudalabgabe) der Bauern gegenüber den Grundherren allmählich aufgelöst werden (vgl. Bauernbefreiung, Preußische Reformen und Preußische Agrarverfassung).

## Aktuelle Rechtslage
Die Gemeinheitsteilung ist im 20. Jahrhundert eine Form der Bodenordnung nach Landesrecht, die sich an das Verfahren der Flurbereinigung anlehnt.

### Bundesrepublik Deutschland
Die Gemeinheitsteilung hat heute kaum noch eine Bedeutung, da die entsprechenden Maßnahmen abgeschlossen sind. Flurbereinigung, Umlegungsverfahren und freiwilliger Landtausch haben diese Form der Bodenordnung verdrängt. Dennoch gelten in einigen Bundesländern noch entsprechende Landesgesetze. Gemäß Artikel 113 des Einführungsgesetzes zum Bürgerlichen Gesetzbuche bleiben die landesgesetzlichen Vorschriften über die Zusammenlegung von Grundstücken, über die Gemeinheitsteilung, die Regulierung der Wege, die Ordnung der gutsherrlich-bäuerlichen Verhältnisse sowie über die Ablösungen, Umwandlung oder Einschränkung von Dienstbarkeiten und Reallasten unberührt. Dies gilt insbesondere auch für Vorschriften, welche die durch ein Verfahren dieser Art begründeten gemeinschaftlichen Angelegenheiten zum Gegenstand haben oder welche sich auf den Erwerb des Eigentums, auf die Begründung, Änderung und Aufhebung von anderen Rechten an Grundstücken und auf die Berichtigung des Grundbuchs beziehen.

### Nordrhein-Westfalen
Im Land Nordrhein-Westfalen ist die Gemeinheitsteilung insbesondere durch das Gemeinheitsteilungsgesetz (GtG) geregelt. Weitere Vorschriften sind im Ausführungsgesetz zum Flurbereinigungsgesetz (AusfGFlurbG) festgelegt. Für die Durchführung der Gemeinheitsteilungen (Auseinandersetzungsverfahren) sind seit dem 1. Januar 2007 die Bezirksregierungen als Flurbereinigungsbehörde zuständig (Auseinandersetzungsbehörde). Davor fielen diese Verfahren in den Aufgabenbereich des jeweils zuständigen Amtes für Agrarordnung. Obere Auseinandersetzungsbehörde im Sinne des § 3 GtG ist das für Landwirtschaft zuständige Ministerium, derzeit das MKULNV NRW. Dort entscheidet eine Spruchstelle über Widersprüche im Verfahren (§ 14 Abs. 2 GtG).
Das Auseinandersetzungsverfahren wird nur auf Antrag eingeleitet. Anträge sind an die Auseinandersetzungsbehörde zu richten. Antragsberechtigt ist für die Teilung von Grundstücken jeder Miteigentümer. Teilnehmer des Verfahrens sind die Miteigentümer der zu teilenden Grundstücke und im Falle der Dienstbarkeitsablösung die Dienstbarkeitsberechtigten und die Eigentümer der belasteten Grundstücke. Die Teilnehmer bilden keine Teilnehmergemeinschaft nach § 16 des Flurbereinigungsgesetzes. Es gelten die besonderen Bestimmungen des § 8 GtG.
Das Verfahren wird durch einen Auseinandersetzungsplan oder Rezess abgeschlossen.
Abfindungen können in Land, soweit hierdurch Grundstücke nicht unwirtschaftlich verkleinert oder aufgeteilt werden, oder in Geld zugeteilt werden. Gemäß § 19 Satz 3 GtG dürfen Abfindungen in Waldgrundstücken den Berechtigten nur als Eigentum zur gesamten Hand zugeteilt werden. Die Rechtsverhältnisse dieser Rechtsgemeinschaften werden durch das Gemeinschaftswaldgesetz geregelt.
Wege, Gewässer und andere Anlagen, die nach den Festsetzungen im Rezess eines Auseinandersetzungsverfahrens zur gemeinschaftlichen Benutzung bestimmt sind oder einem anderen gemeinschaftlichen Interesse dienen, unterliegen dem Gesetz über die durch ein Auseinandersetzungsverfahren begründeten gemeinschaftlichen Angelegenheiten.

### Andere Bundesländer
Entsprechende landesrechtliche Regelungen gelten auch in anderen Bundesländern, beispielsweise im Land Niedersachsen das Realverbandsgesetz.

### Gesetzestexte
- Text des Einführungsgesetzes zum Bürgerlichen Gesetzbuche
- Gesetz über Gemeinheitsteilung und Reallastenablösung (Gemeinheitsteilungsgesetz - GtG) (Land Nordrhein-Westfalen)
- Gesetz über die durch ein Auseinandersetzungsverfahren begründeten gemeinschaftlichen Angelegenheiten (Land Nordrhein-Westfalen)
- Text des Flurbereinigungsgesetzes
- Gesetz zur Ausführung des Flurbereinigungsgesetzes des Bundes in der Fassung vom 16. März 1976 (BGBl, S. 546) und zur Anpassung von Vorschriften des Landeskulturrechts und des Rechts der Wasser- und Bodenverbände an die Vorschriften des Flurbereinigungsrechts (Ausführungsgesetz zum Flurbereinigungsgesetz) (Land Nordrhein-Westfalen)
- Gesetz über Kosten- und Abgabenfreiheit in Flurbereinigungs- und Siedlungsverfahren sowie im Kleingartenwesen (Land Nordrhein-Westfalen)
- Gesetz über den Gemeinschaftswald im Land Nordrhein-Westfalen - Gemeinschaftswaldgesetz – (Land Nordrhein-Westfalen)
- Württ. Gesetz über die Ausübung und Ablösung der Weiderechte auf landwirtschaftlichen Grundstücken; sowie über die Ablösung der Waldweide-, Waldgräserei- und Waldstreurechte (Land Baden-Württemberg)
- Gesetz zur Bereinigung von Vorschriften des Forst- und Agrarrechts (Reallastengesetz) (Land Niedersachsen)
- Realverbandsgesetz (Land Niedersachsen)
- Gesetz über gemeinschaftliche Holzungen (für die Regierungsbezirke, Koblenz, Trier und Montabaur) (Land Rheinland-Pfalz)

### Materialien und Quellen
- Karte über die im Geschäftsbezirk der Königlichen Generalkommission Münster in der Provinz Westfalen ausgeführten Zusammenlegungen und Gemeinheitsteilungen (Internet-Portal "Westfälische Geschichte")
- Gemeinheitsteilung. In: Meyers Großes Konversations-Lexikon. Band 7, Leipzig 1907, S. 535–536.
- Flurregelung. In: Meyers Großes Konversations-Lexikon. Band 6, Leipzig 1906, S. 728–730.
- Karl H. Schneider: Agrarreformen in regionaler Perspektive. (PDF; 128 kB), Veröffentlicht in der Lernwerkstatt Geschichte des Historischen Seminars der Leibniz Universität Hannover 2007
- Karl H. Schneider, Bauernbefreiung und Agrarreformen (PDF; 94 kB). Eine Einführung. Hannover 2007.
- Friedrich Lütge: Bauernbefreiung in Preußen. In: Otto Büsch, Wolfgang Neugebauer: Moderne preussische Geschichte, 1648–1947. Walter de Gruyter, 1981, ISBN 3-11-008324-8, S. 416 ff.
- Hauptstaatsarchiv Dresden - 0737 – Generalkommission für Ablösungen und Gemeinheitsteilungen - Datierung: 1833–1948
- Verfahrensarten der Bodenordnung (Ministerium für Umwelt und Naturschutz, Landwirtschaft und Verbraucherschutz des Landes Nordrhein-Westfalen) (Memento vom 16. März 2013 im Internet Archive)
- Bund-Länder-Arbeitsgemeinschaft Landentwicklung
- Rüdiger Zachert: Grenzbereinigung – ein alternatives Bodenordnungsverfahren? In: AVN. 3/200, S. 85–90.
- Suchergebnisse zur Gemeinheitsteilung in den Archiven in Nordrhein-Westfalen
- Kulturlandschaftlicher Fachbeitrag zur Landesplanung in Nordrhein-Westfalen, Kapitel 5: Kulturlandschaftsgenese von Nordrhein-Westfalen; Herausgeber: Landschaftsverband Westfalen-Lippe, Landschaftsverband Rheinland
- Erich Weiß, Jürgen Gante (Bearb./ Hrsg.): Landeskulturgesetze in Deutschland - Eine Sammlung historischer Gesetze zur Gemeinheitsteilung, Zusammenlegung und Umlegung sowie zur Reallastenablösung. Verlag Kovač, Hamburg 2005, ISBN 3-8300-1654-9.